# يولين بليس
يولين بليس (بالإنجليزية: Ullin Place)‏ هو فيلسوف بريطاني عاش في الفترو ما بين (1924-2000)، ويعرف بمسساهمته في تطوير نظرية هوية العقل.
درس بليس في جامعة أوكسفورد وتعلم فلسفة العقل على نهج الفيلسوف البريطاني جيلبرت رايل Gilbert Ryle، حيث تعرف على مذهب السلوكية، والذي انتقده لاحقاً بتطويره لنظرية هوية العقل (الفيزيائية النموذجية).

## أعماله
- Identifying the Mind: Selected Papers of U. T. Place (hrsg. von George Graham & Elizabeth R. Valentine), OUP, Oxford 2004, ISBN 0-19-516137-8.
- Is consciousness a brain process?, in: British Journal of Psychology 47 (1956), S. 44-50
- "Skinner's Verbal Behavior - why we need it", in: Behaviorism, 1981.

## اقرأ أيضاً
- نظرية هوية العقل
- جون سمارت